# Yatytay
Yatytay é uma cidade do Paraguai, Departamento Itapúa.

## Transporte
O município de Yatytay é servido pela seguinte rodovia:
- Caminho em terra ligando a cidade ao município de Tomás Romero Pereira
- Caminho em pavimento ligando a cidade de San Rafael del Paraná ao município de Pirapó [1][2][3]